# 浜崎駅

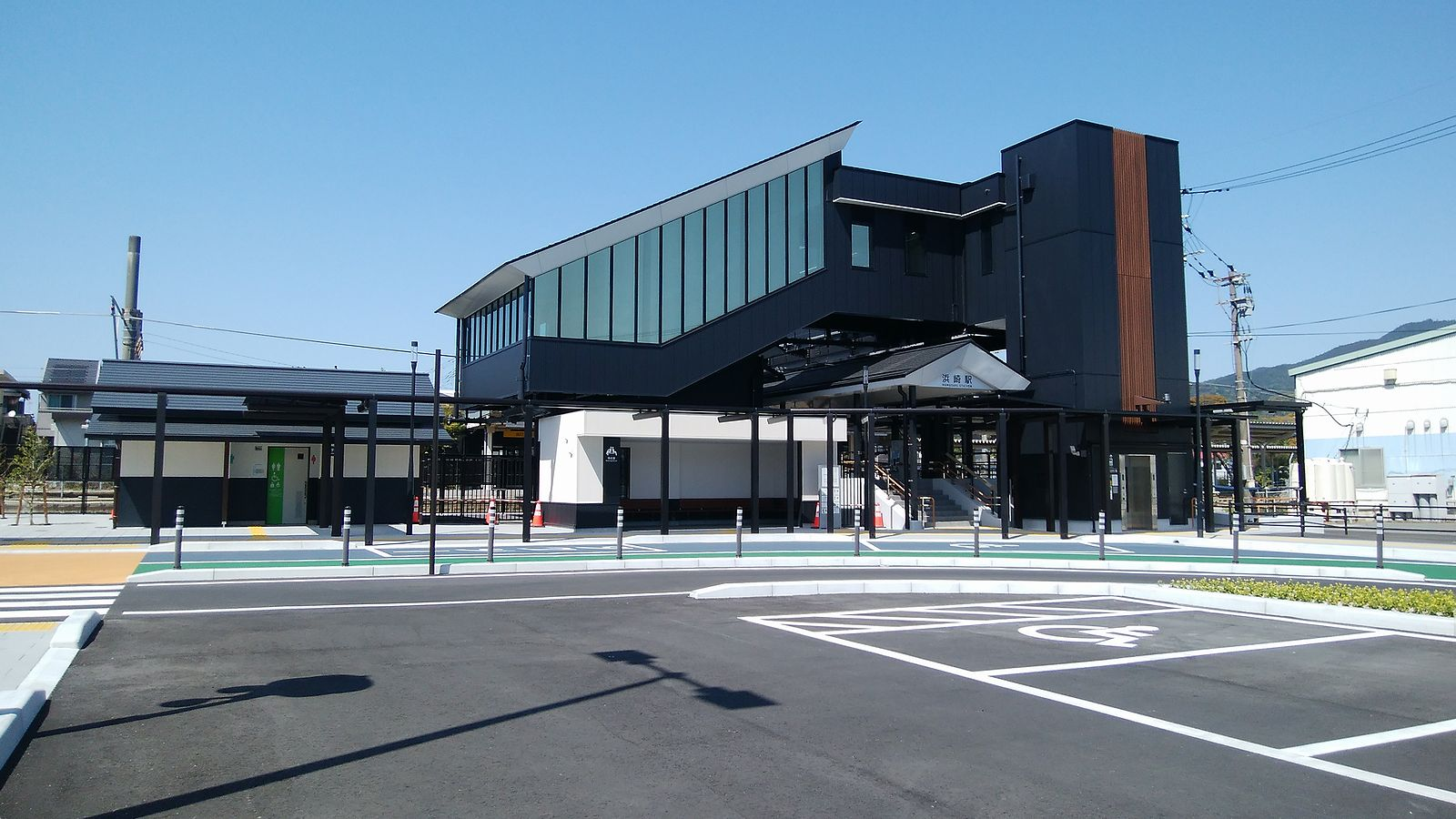
新設された南口（2022年4月）

浜崎駅（はまさきえき）は、佐賀県唐津市浜玉町浜崎にある、九州旅客鉄道（JR九州）筑肥線の駅である。駅番号はJK16。
旧浜玉町の中心駅で、快速が停車する。

## 歴史
- 1923年（大正12年）12月5日：北九州鉄道の駅として開設[2]。
- 1937年（昭和12年）10月1日：北九州鉄道が国有化され、鉄道省（国有鉄道）に移管[2]。
- 1983年（昭和58年）3月22日：業務委託駅化[3]。
- 1985年（昭和60年）1月20日：無人駅化[4]。
- 1987年（昭和62年）4月1日：国鉄分割民営化により、九州旅客鉄道に承継[2]。
- 2010年（平成22年）3月13日：ICカード「SUGOCA」の利用を開始[5]。
- 2021年（令和3年）8月28日：北駅舎・自由通路の運用開始[6]。
- 2022年（令和4年）
  - 3月11日：きっぷうりばの営業終了[7]。
  - 3月26日：新駅舎・広場全面運用開始[8]。
  - 4月1日：簡易委託駅化[9]。
- 2023年（令和5年）
  - 4月1日：観光案内所の廃止により、無人駅化。

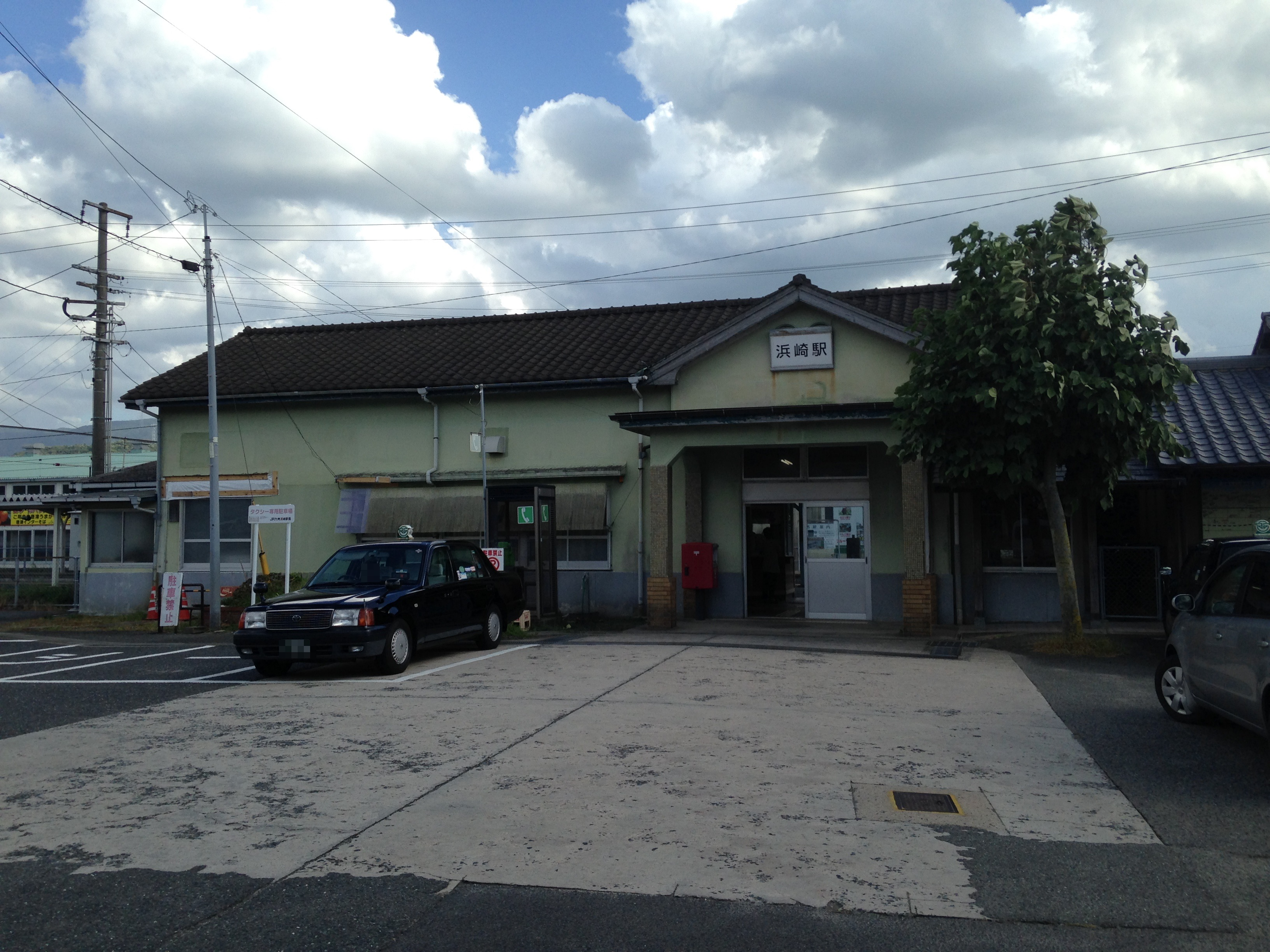
旧駅舎（2016年8月）

## 駅構造
相対式ホーム2面2線を有する地上駅。両側のホームにそれぞれ駅舎が接しており、互いのホームは自由通路で連絡している。ホームの完全かさ上げはワンマン列車対応の3両分である。2022年3月26日に、新駅舎による全面運用が開始した。自由通路には、北口・南口に、エレベーターが設置されている。
かつては北側（上りホーム側）のみ駅舎があり北側からのみ外部との出入りが可能であったが、唐津市が2016年から浜崎駅周辺の整備事業を進め、従来の木造駅舎と跨線橋を解体撤去して2021年8月28日に北側の新駅舎と自由通路を供用開始し、従来は出入りできなかった駅南側にも駅舎と駅前ロータリー・道路を整備して2022年3月26日より供用開始した。

### のりば
| のりば | 路線   | 方向 | 行先                           |
| ------ | ------ | ---- | ------------------------------ |
| 1      | 筑肥線 | 上り | 筑前前原・天神・博多・空港方面 |
| 2      | 筑肥線 | 下り | 唐津・西唐津方面               |

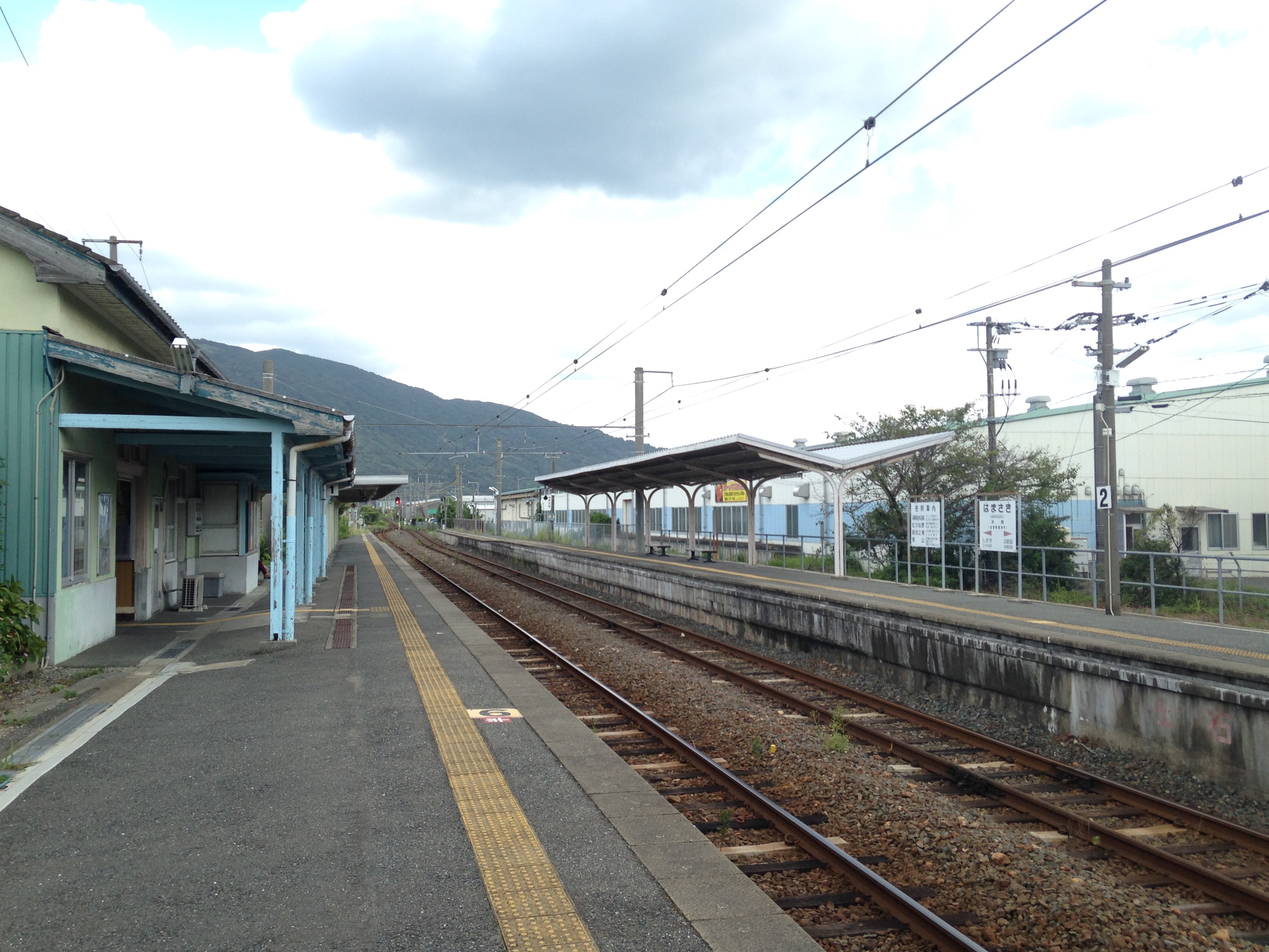
ホーム（2016年8月、旧駅舎当時）
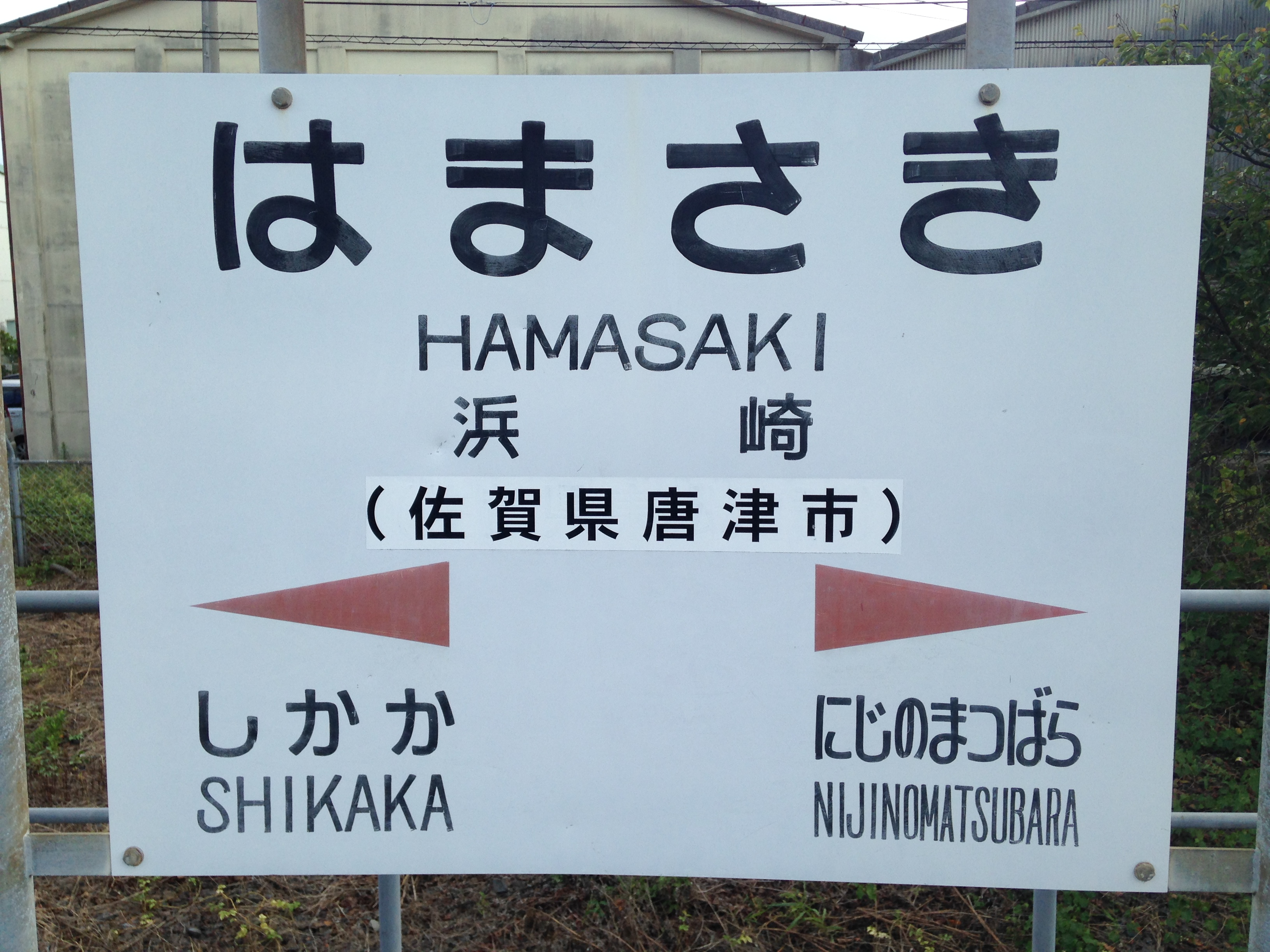
駅名標（2016年8月）

## 利用状況
2023年度の1日平均乗車人員は573人である。
| 年度   | 1日平均 乗車人員 | 出典   |
| ------ | ---------------- | ------ |
| 2000年 | 726              | -      |
| 2001年 | 702              | -      |
| 2002年 | 639              | -      |
| 2003年 | 631              | -      |
| 2004年 | 603              | -      |
| 2005年 | 628              | -      |
| 2006年 | 637              | -      |
| 2007年 | 601              | -      |
| 2008年 | 590              | -      |
| 2009年 | 570              | -      |
| 2010年 | 579              | -      |
| 2011年 | 557              | -      |
|        |                  |        |
| 2016年 | 609              | [ 12 ] |
| 2017年 | 636              | [ 13 ] |
| 2018年 | 631              | [ 14 ] |
| 2019年 | 612              | [ 15 ] |
| 2020年 | 464              | [ 16 ] |
| 2021年 | 474              | [ 17 ] |
| 2022年 | 523              | [ 18 ] |
| 2023年 | 573              | [ 11 ] |

## 駅周辺
- 唐津市役所浜玉支所
- 浜崎郵便局
- 浜崎海水浴場

## バス・乗合タクシー
いずれも北口に発着
- 昭和自動車
  - 七山線[91] 七山市民センター前 - 玉島神社前 - 浜崎駅北口 - 鏡山下 - 東唐津 - 大手口（土日祝日運休）
  - チョイソコからつ「浜崎駅北口」

## 隣の駅
九州旅客鉄道（JR九州）
 筑肥線
■快速
筑前深江駅 (JK12) - 浜崎駅 (JK16) - 東唐津駅 (JK18)
■普通
鹿家駅 (JK15) - 浜崎駅 (JK16) - 虹ノ松原駅 (JK17)